# Храм Рождества Пресвятой Богородицы (Васькино)
Храм Рождества Пресвятой Богородицы села Васькино (Богородицерождественская церковь) — приходской православный храм в городском округе Чехов, в посёлке Васькино. Относится к Чеховскому благочинию Подольской епархии Русской православной церкви.
Является памятником градостроительства и архитектуры федерального значения.

## История
Построен в начале XIX века как часть усадьбы Шаховских (Щербатовых) «Васькино». В 1930-х годах храм был закрыт.
Богослужения были вознобновлены в апреле 1998 года. В 2002 году церковь была полностью восстановлена и расписана.